# Kyōhei Noborizato
Kyōhei Noborizato (jap. 登里 亨平 Noborizato Kyōhei; ur. 13 listopada 1990) – japoński piłkarz występujący na pozycji obrońcy. Obecnie występuje w Kawasaki Frontale.

## Kariera klubowa
Od 2009 roku występował w klubie Kawasaki Frontale.